# Рождённый четвёртого июля
«Рождённый четвёртого ию́ля» (англ. Born on the Fourth of July) — американский эпический биографический антивоенный драматический фильм 1989 года, основанный на автобиографии Рона Ковика 1976 года. Режиссёр — Оливер Стоун, авторы сценария — Стоун и Ковик, в главных ролях — Том Круз, Кира Седжвик, Рэймонд Джей Барри, Джерри Левин, Фрэнк Уэйли и Уиллем Дефо. Фильм рассказывает о жизни Ковика (Том Круз) на протяжении 20 лет, подробно описывая его детство, военную службу и паралич во время войны во Вьетнаме, а также его переход к антивоенной активности. Это вторая часть трилогии фильмов Стоуна о войне во Вьетнаме, следующая за «Взводом» (1986) и предшествующая «Небу и земле» (1993).
Продюсер Мартин Брегман приобрёл права на экранизацию книги в 1976 году и нанял Стоуна, также ветерана Вьетнама, для написания сценария в соавторстве с Ковиком, которого должен был сыграть Аль Пачино. Когда Стоун сделал выбор в пользу книги в 1978 году, работа над экранизацией затянулась после ухода Пачино и Брегмана, что привело к тому, что он и Ковик приостановили работу над фильмом. После выхода «Взвода» проект был возобновлён на студии Universal Pictures, а Стоун стал режиссёром. Основные съёмки проходили на Филиппинах, в Техасе и Инглвуде, штат Калифорния, с октября 1988 года по декабрь и продолжались 65 съёмочных дней. Первоначальный производственный бюджет фильма превысил 14 миллионов долларов, а после пересъёмок обошёлся в 17,8 миллиона долларов.
После выхода на экраны 20 декабря 1989 года «Рождённый четвёртого июля» был высоко оценен критиками за сюжет, игру Круза и режиссуру Стоуна. Фильм имел успех в прокате, собрав более 162 миллионов долларов по всему миру, став десятым самым кассовым фильмом 1989 года. На 62-й церемонии вручения премии «Оскар» фильм получил 8 номинаций, включая лучший фильм и лучшую мужскую роль Круза, что стало его первой номинацией, а также лучшая режиссура, второй фильм Стоуна в этой категории и лучший монтаж. Фильм также получил 4 премии «Золотой глобус» за лучший фильм — драма, лучшую мужскую роль — драма, лучшую режиссёрскую работу и лучший сценарий.

## Сюжет
В 1956 году в Массапекуа, штат Нью-Йорк, 10-летний Рон Ковик играет со своими друзьями в лесу. В свой день рождения, четвёртого июля, он вместе со своей семьей и лучшей подругой Донной посещает парад в честь Дня независимости. В 1961 году инаугурационная речь президента Джона Ф. Кеннеди, транслируемая по телевидению, вдохновила подростка Ковика вступить в Корпус морской пехоты США. После посещения страстной лекции двух рекрутов морской пехоты, посетивших его среднюю школу, он записался в армию. Его решение находит поддержку у матери, но расстраивает отца, ветерана Второй мировой войны, который потерял на войне многих своих друзей. Ковик идёт на свой выпускной, танцует с Донной и целует её перед отъездом на обучение новобранцев.
В октябре 1967 года Ковик, уже сержант морской пехоты, выполняет разведывательную миссию во Вьетнаме во время своего второго срока службы. Он и его подразделение убивают несколько вьетнамских жителей деревни, приняв их за вражеских комбатантов. Попав под вражеский огонь, они покидают деревню и бросают единственного выжившего — плачущего ребёнка. Во время отступления Ковик случайно убивает Уилсона, молодого рядового из своего взвода. Он докладывает о случившемся своему начальнику, который игнорирует это заявление и советует ему больше ничего не говорить. В январе 1968 года Ковик был тяжело ранен во время перестрелки, но его спас другой морской пехотинец. Парализованный от середины груди и ниже, он провел несколько месяцев в больнице для ветеранов Бронкса в Нью-Йорке. Условия в больнице с недостаточным финансированием и нехваткой персонала оставляют желать лучшего; врачи, медсестры и санитары игнорируют пациентов, злоупотребляют лекарствами и работают на старом оборудовании. Вопреки просьбам врачей, Ковик отчаянно пытается снова ходить с помощью брекетов и костылей, но только для того, чтобы серьёзно травмировать одну из своих ног, что едва не потребовало ее ампутации.
В 1969 году Ковик, теперь уже постоянно передвигающийся в инвалидном кресле, возвращается домой и обращается к алкоголю, чтобы справиться со своей растущей депрессией и разочарованием. Во время парада в честь Дня независимости его просят произнести речь, но он не может закончить, так как слышит плач ребенка в толпе, что вызывает воспоминания о Вьетнаме. Ковик навещает Донну в Сиракьюсе, штат Нью-Йорк, где они предаются воспоминаниям. Во время бдения в память о жертвах перестрелки в штате Кент их разлучают, когда полиция арестовывает Донну и других протестующих.
В Массапекуа пьяный Ковик горячо спорит со своей матерью, и отец решает отправить его на Виллу Дульсе, мексиканский приют для раненых ветеранов Вьетнама. У него происходит первый сексуальный контакт с проституткой, в которую он влюбляется, пока не видит её с другим клиентом. Ковик дружит с Чарли, ещё одним паралитиком, и они вдвоем решают отправиться в другую деревню после того, как их выгнали из бара. Разозлив водителя такси, они оказываются на обочине дороги, и спор перерастает в драку. Их подбирает проезжающий мимо автомобилист, который отвозит их обратно на виллу Дульче.
Ковик отправляется в Армстронг, штат Техас, где находит надгробие Уилсона. Затем он навещает семью погибшего морпеха в Джорджии, чтобы признаться в своей вине. Вдова Уилсона Джейми говорит, что не может простить Ковика, в то время как его родители относятся к нему с большим сочувствием. В 1972 году Кович вступает в организацию «Ветераны Вьетнама против войны» и отправляется на Национальный съезд Республиканской партии в Майами, штат Флорида. Когда Ричард Никсон произносит речь в поддержку своего выдвижения на пост президента, Ковик выражает репортеру новостей свою ненависть к войне и правительству за то, что оно бросило американский народ. Его комментарии приводят в ярость сторонников Никсона, и его интервью прерывается, когда полиция пытается вывести и арестовать его и других протестующих. Ковику и ветеранам удаётся вырваться из рук полицейских, перегруппироваться и снова атаковать зал, хотя и безуспешно. В 1976 году Кович выступил с публичной речью на Национальном съезде Демократической партии в Нью-Йорке, после публикации своей автобиографии.

## В ролях
| Актёр              | Роль                     |
| ------------------ | ------------------------ |
| Том Круз           | Рон Ковик                |
| Брайан Ларкин      | Рон Ковик в детстве      |
| Кира Седжвик       | Донна, подруга Рона      |
| Рэймонд Джей Барри | мистер Ковик, отец Рона  |
| Кэролайн Кава      | миссис Ковик, мать Рона  |
| Фрэнк Уэйли        | Тимми                    |
| Том Беренджер      | сержант Хейс             |
| Уиллем Дефо        | Чарли                    |
| Дженна фон Ой      | юная Сьюзан Ковик        |
| Стивен Болдуин     | Билли Ворсович           |
| Дэвид Херман       | пациент                  |
| Эд Лотер           | командир легиона         |
| Джон Гетц          | майор, морской пехотинец |

## Награды и номинации
- 1991 — 2 номинации на премию BAFTA: лучшая мужская роль (Том Круз), лучший адаптированный сценарий (Оливер Стоун, Рон Ковик)
- 1990 — 2 премии «Оскар»: лучший режиссёр (Оливер Стоун), лучший монтаж (Дэвид Бреннер, Джо Хатшинг), а также шесть номинаций: лучший фильм (А. Китман Хо, Оливер Стоун), лучшая мужская роль (Том Круз), лучший адаптированный сценарий (Оливер Стоун, Рон Ковик), лучшая музыка к фильму (Джон Уильямс), лучшая операторская работа (Роберт Ричардсон), лучший звук (Майкл Минклер, Грегори Х. Уоткинс, Уайли Стейтман, Тод А. Мейтленд)
- 1990 — 4 премии «Золотой глобус»: лучший фильм — драма, лучший режиссёр (Оливер Стоун), лучшая мужская роль — драма (Том Круз), лучший сценарий (Оливер Стоун, Рон Ковик), а также номинация за лучшую музыку к фильму (Джон Уильямс)
- 1990 — премия Гильдии режиссёров США за лучшую режиссуру художественного фильма (Оливер Стоун)
- 1990 — номинация на премию Гильдии сценаристов США за лучший адаптированный сценарий (Оливер Стоун, Рон Ковик)
- 1989 — попадание в десятку лучших фильмов года по версии Национального совета кинокритиков США